# Moraleda de Zafayona
Moraleda de Zafayona – gmina w Hiszpanii, w prowincji Grenada, w Andaluzji, o powierzchni 48,15 km². W 2014 roku gmina liczyła 3224 mieszkańców.